# Šabirešu
Šabirēšu (auch Schabireschu; uruša-bi-ri-i-sú, urušá-1.KASKAL.GÍD-ri und Ša-PÚ-šu) ist eine bisher nicht sicher lokalisierte eisenzeitliche Stadt im nördlichen Mesopotamien. Sie ist seit Tukulti-apil-Ešarra III., gesichert seit Sargon belegt. Vielleicht war sie Provinzhauptstadt und damit Sitz des rab šaqē. In letzter Zeit wird dies aber eher für Dur-Enlil angenommen. Forrer lokalisiert sie im Tur Abdin.

## Lokalisierung
Die Lokalisierung ist noch nicht gesichert. Jedoch hat sich der Vorschlag von Kessler in den letzten Jahren durchgesetzt. Die folgende Tabelle gibt eine Übersicht der wichtigsten Vorschläge.
| Autor          | Jahr | Lage                                                                        |
| -------------- | ---- | --------------------------------------------------------------------------- |
| E. Forrer      | 1920 | Tur Abdin, rechtes Tigrisufer, nahe der Grenze zu Šubria                    |
| L. Waterman    | 1931 | südlich des oberen Tigris, östlich von Tušḫan                               |
| D. Opitz       | 1938 | nördlich von Nisibis, südlich des Diyarbakır Su                             |
| E. F. Weidner  | 1940 | nordöstlich von Nisibis, rechtes Tigrisufer (nach Forrer)                   |
| H. W. F. Saggs | 1959 | rechtes Tigrisufer                                                          |
| K. Kessler     | 1980 | Basorin östlich des Tigris (zwischen Guzana und Dūr-Šarrukīn, vgl. ABL 167) |
| J. N. Postgate | 1995 | Tall al-'Uwaynat, zwischen dem Tigrisübergang bei Eski Mosul und Nisibis    |

## Nachweise
Šabirēšu wird in einigen neuassyrischen Briefen und Verwaltungstexten erwähnt, kommt jedoch in keiner Königsinschrift vor.
SAA 1 Nr.128 (ABL 167)
Ein Brief des Ina-šār-bēlī-allak (abarakku von Dūr-Šarrukīn) an Sargon II. handelt von Vieh und Personen aus Guzana, die Ina-šār-bēlī-allak in Šabirēšu (vielleicht die Grenze seines Verwaltungsbereichs) in Empfang nehmen soll. Ina-šār-bēlī-allak beklagt, dass eine größere Anzahl von Personen fehlt, und schickt deswegen einen qurbutu nach Guzana, um die fehlenden Personen zu holen.
SAA 5 Nr.52 (ABL 252)
Ein Brief des Aššur-dūr-pānīja (assyrischer Beamter in Šubria) an Sargon II. meldet die Ankunft von Botschaftern (sērāni) aus Šubria in Šabirēšu. Die Botschafter führten Tafeln mit sich, in denen Personen aufgelistet waren, die in den vergangenen Jahren ihren Militär- und Arbeitsdienst versäumten. Aššur-dūr-pānīja empfiehlt Sargon, den Botschaftern mit Vorsicht zu begegnen.
SAA 5 Nr.62 (ABL 729)
Ein Brief des Na'id-ilu an Sargon II. handelt von einer zukünftigen Reise des Königs an einen nicht genannten Ort. Der Absender fragt den König, ob er ihm bis Šabirēšu entgegenkommen solle. Wenn der König zur Zeit der Abfassung des Briefes im assyrischen Kernland war (gemäß Fundort), dann dürfte der Aufenthaltsort des Absenders wohl nördlich oder westlich von Šabirēšu zu suchen sein.
SAA 5 Nr.73 (CT 53 729)
Der Text zeigt Šabirēšu in einem zerbrochenen Kontext.
SAA 5 Nr.74 (NL 62 = ND 2367)
Ein Brief des Maḫde an Sargon, der in Nimrud gefunden wurde, behandelt die Reise eines qurbutu (Nabû'a) nach Šabirēšu, um dort königliche Dekrete zu verlesen. Zu diesem Zweck wurden Reitesel beantragt. Der Absender beklagt, dass diese Reitesel (bzw. Wagen und Pferde) nicht aus Šabirēšu zurückkehren und er daher keine Tiere zur Verfügung hat; er würde (müsste) sogar zu Fuß zum König kommen. Der Hintergrund dieses Problems bleibt jedoch unklar.
SAA 11 Nr.1 (K 4384)
Der Text stellt eine Liste der assyrischen Provinzen zur Zeit Aššur-bani-aplis dar. Der genaue Zweck des Textes ist unklar, jedoch findet sich auf der Vorderseite (I 20) die Provinz des rab šāqê. Dagegen steht die Provinz Šabirēšu auf der Rückseite (II 14') zwischen den Orten Isana (II 13') und Šudu, Tušḫan (II 15'). Dadurch ist es unwahrscheinlich, dass Šabirēšu die Hauptstadt der Provinz des rab šāqê war. Forrer deutet den Text als Abgabenliste, Benno Landsberger als Schreibübung. Die Liste ist nur grob geographisch gegliedert, die direkte Abfolge bezeichnet wohl keine enge geographische Nähe.
SAA 11 Nr.11 (ADD 842)
Eine Liste von Regionen und zugeordneten Personen; die genaue Bedeutung des Textes ist unklar. Der Text zeigt einen Qurdi-Nergal (Verwalter?) zusammen mit Šabirē(šu); Schreibung: urušá-1.KASKAL.GÍD-ri.
SAA 11 Nr.36 (ADD 1036)
Eine Liste von Abgaben an bestimmte Personen und Orte nennt Šabirēšu an letzter Stelle. Der Ort, vielleicht der Tempel des Ortes, erhält Öl, Sesamöl, Kupfer, Ziegen und einen Lerdergerber.
SAA 11 Nr.221 (ADD 675)
Eine Aufstellung von Landbesitz bestimmter Personen führt ein Haus und ein Feld des Nabû-šallim in Šabirēšu auf.
SAA 14 Nr.104 (ADD 160)
Eine Rechtsurkunde aus der Regierungszeit Aššur-bani-aplis erwähnt Šabirēšu als Herkunftsort des Täters. Es handelt sich um den Prozess gegen Aḫu-la-amašši, Sohn des Dilil-Ištar, Bauer aus Šabirēšu. Dieser hatte einen Bullen des Schreibers Nabû-šarru-uṣur gestohlen. Der Prozess wurde vor Nabû-zērkitī-līšer, dem stellvertretenden Statthalter (ḫazannu) von Niniveh geführt, im Eponymat des Mušallim-Aššur, Statthalter von Aliḫu. Der Beschuldigte wurde festgehalten, bis er einen Bullen als Ersatz stellen konnte. Tat und Prozess dürften damit in Niniveh zu suchen sein.
Edubba 10 Nr.10 (ND 717)
Eine Rechtsurkunde aus Kalhu erwähnt einen Bürgermeister (rab alani) von Šabirēšu mit Namen Duru-bani.
Aus den vorliegenden Texten kann geschlossen werden, das Šabirēšu eine Stadt von gewisser Bedeutung war, jedoch nicht die Hauptstadt einer Provinz. Vielleicht lag sie an der Grenze zweier Verwaltungsbezirke, da sie als Übergabeort von Personen und als Reisestation bezeugt ist.